# Athlétisme au Festival olympique de la jeunesse européenne 2017
Navigation
2015 2019
Les épreuves d'athlétisme au Festival olympique de la jeunesse européenne 2017 se sont déroulées à Győr en Hongrie du 25 au 29 juillet 2017.

## Résultats

### Garçons
| Édition                     | Or                                                                   | Or            | Argent                                                                                      | Argent        | Bronze                                                            | Bronze        |
| --------------------------- | -------------------------------------------------------------------- | ------------- | ------------------------------------------------------------------------------------------- | ------------- | ----------------------------------------------------------------- | ------------- |
| 100 m Vent : +4,5 m/s       | Aurélien Larue France                                                | 10 s 61       | Stephan Skogheim Kyeremeh Norvège                                                           | 10 s 68       | Enrico Sancin Italie                                              | 10 s 69       |
| 200 m                       | Aurélien Larue France                                                |               | Stephan Skogheim Kyeremeh Norvège                                                           |               | Mitja Kordež Slovénie                                             |               |
| 400 m                       | Ludovic Ouceni France                                                | 48 s 84       | Denys Baranov Ukraine                                                                       | 49 s 33       | Erik Sluga Croatie                                                | 50 s 31       |
| 800 m                       | Djoao Lobles Pays-Bas                                                |               |                                                                                             |               |                                                                   |               |
| 1 500 m                     | Mehmet Çelik Turquie                                                 | 4 min 06 s 33 | Bence Apáti Hongrie                                                                         | 4 min 06 s 52 | Andrej Paulíny Slovaquie                                          | 4 min 06 s 57 |
| 3 000 m                     | Ömer Amaçtan Turquie                                                 |               |                                                                                             |               |                                                                   |               |
| 110 m haies Vent : -0,8 m/s | Sven Jansons Pays-Bas                                                | 13 s 87       | Giuseppe Filpi Italie                                                                       | 14 s 21       | Eero Hirvinen Finlande                                            | 14 s 29       |
| 400 m haies                 | Sven Roosen Pays-Bas                                                 |               |                                                                                             |               |                                                                   |               |
| 2 000 m steeple             | Etson Barros Portugal                                                |               |                                                                                             |               |                                                                   |               |
| Saut en hauteur             | Arttu Mattila Finlande                                               | 2,08 m        | Mohammed-Ali Benlahbib                                                                      | 2,08 m        | Carl af Forselles                                                 |               |
| Saut à la perche            | Pål Haugen Lillefosse Norvège                                        | 5,00 m        | Marcus Kytölä Finlande                                                                      | 4,95 m        | Ivan De Angelis Italie                                            | 4,90 m        |
| Saut en longueur            | Daniel Segers Belgique                                               | 7,41 m        | Ken-Mark Minkovski Estonie                                                                  | 6,93 m        | Henrik Flåtnes Norvège                                            | 6,89 m        |
| Triple saut                 | Batuhan Çakır Turquie                                                |               |                                                                                             |               | Davide Favro                                                      |               |
| Lancer du poids             | Piotr Goździewicz Pologne                                            | 19,41 m       | Carmelo Musci Italie                                                                        | 19,35 m       |                                                                   |               |
| Lancer du disque            | Oleksiy Kyrylin Ukraine                                              |               |                                                                                             |               |                                                                   |               |
| Lancer du marteau           | Myhaylo Kokhan Ukraine                                               |               |                                                                                             |               |                                                                   |               |
| Lancer du javelot 700 g     | Topias Laine Finlande                                                | 74,74 m       | Metehan Acar Turquie                                                                        | 69,88 m       | Raman Hmyrak Biélorussie                                          | 64,54 m       |
| Relais 4 × 100 m            | Belgique Arthur Gabor Pinter Wolf Beliën Daniel Segers Kwinten Torfs | 41 s 75       | Norvège Markus Rooth Stephan Skogheim Kyeremeh Andreas Haara Bakketun Pål Haugen Lillefosse | 41 s 79       | Finlande Topias Laine Lauri Kaukonen Severi Mäntylä Eero Hirvinen |               |

### Femmes
| Édition                | Or                          | Or            | Argent                                | Argent        | Bronze                        | Bronze        |
| ---------------------- | --------------------------- | ------------- | ------------------------------------- | ------------- | ----------------------------- | ------------- |
| 100 m Vent : +6,6 m/s  | Minke Bisschops Pays-Bas    | 11 s 52       | Boglárka Takacs Hongrie               | 11 s 58       | Patience Jumbo-Gula Irlande   | 11 s 59       |
| 200 m                  | Zoë Sedney Pays-Bas         | 23 s 74       | Rhasidat Adeleke Irlande              | 23 s 81       | Gémima Joseph France          | 23 s 89       |
| 400 m                  |                             |               |                                       |               |                               |               |
| 800 m                  | Zuzanna Bronowska Pologne   | 2 min 08 s 07 | Gaël de Coninck Suède                 | 2 min 09 s 14 | Raissa Hojda Andreea Roumanie | 2 min 10 s 54 |
| 3 000 m                | Alessia Zarbo France        | 9 min 33 s 12 | Inci Kalkan Turquie                   | 9 min 37 s 91 | Anna Hightower Pays-Bas       | 9 min 45 s 37 |
| 2 000 m steeple        | Karolina Horváth Hongrie    | 6 min 51 s 4  | Claire Palou France                   | 6 min 55 s 77 | Assia El Maazi Italie         | 7 min 00 s 22 |
| Saut en hauteur        | Yaroslava Mahuchikh Ukraine | 1,89 m (CR)   |                                       |               |                               |               |
| Saut en longueur       | Ingeborg Gruenwald Autriche | 6,23 m        | Olaia Gisela Becerril Alvarez Espagne | 6,15 m        | Tilde Johansson Suède         | 6,10 m        |
| Lancer du poids 3 kg   | Alida van Daalen Pays-Bas   | 16,23 m       | Josefine Klisch Allemagne             | 15,85 m       | Karyna Yehinian Biélorussie   | 15,77 m       |
| Lancer du marteau 3 kg | Julia Kivinen Finlande      | 64,22 m       | Valeriya Ivanenko Ukraine             | 61,64 m       | Jade Williams Irlande         | 58,62 m       |

## Tableau des médailles
| Rang        | Nation    | Or | Argent | Bronze | Total |
| ----------- | --------- | -- | ------ | ------ | ----- |
| 1           | Pays-Bas  | 3  | 0      | 1      | 4     |
| 2           | France    | 3  | 0      | 0      | 3     |
| 3           | Finlande  | 2  | 1      | 1      | 4     |
| 4           | Turquie   | 1  | 2      | 0      | 3     |
| 5           | Norvège   | 1  | 1      | 1      | 3     |
| 6           | Autriche  | 1  | 0      | 0      | 1     |
| Belgique    | 1         | 0  | 0      | 1      |       |
| Pologne     | 1         | 0  | 0      | 1      |       |
| 9           | Ukraine   | 0  | 2      | 0      | 2     |
| 10          | Italie    | 0  | 1      | 2      | 3     |
| 11          | Suède     | 0  | 1      | 1      | 2     |
| 12          | Hongrie   | 0  | 1      | 0      | 1     |
| Espagne     | 0         | 1  | 0      | 1      |       |
| Estonie     | 0         | 1  | 0      | 1      |       |
| Hongrie     | 0         | 1  | 0      | 1      |       |
| Allemagne   | 0         | 1  | 0      | 1      |       |
| 17          | Irlande   | 0  | 0      | 2      | 2     |
| Biélorussie | 0         | 0  | 2      | 2      |       |
| 19          | Slovaquie | 0  | 0      | 1      | 1     |
| Roumanie    | 0         | 0  | 1      | 1      |       |
| Croatie     | 0         | 0  | 1      | 1      |       |